# موتور هشت سیلندر خطی

تصویر متحرک از یک موتور هشت سیلندر خطی

موتور هشت سیلندر خطی (انگلیسی: Straight-eight engine) که به‌طور خلاصه تر ال۸ یا آی۸ هم نامیده می‌شود) یک نوع موتور درون‌سوز است که دارای هشت سیلندر (موتور) است که در کنار هم به صورت خطی قرار گرفته‌اند.